# Jennifer Weist

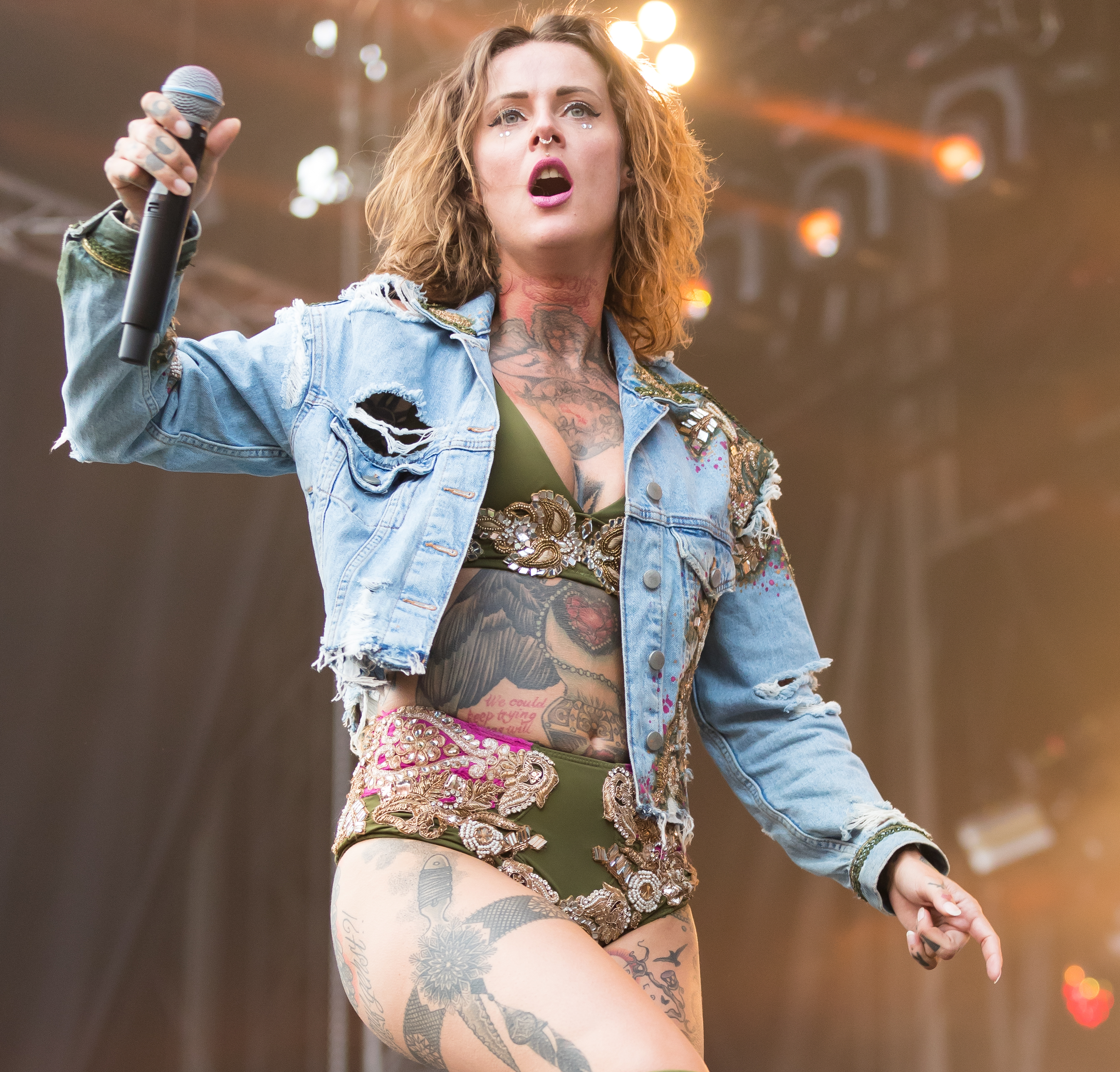
Jennifer Weist (2017)

Jennifer Weist (* 3. Dezember 1986 in Wolgast) ist eine deutsche Rockmusikerin, Fernsehmoderatorin und Autorin. Sie ist Frontfrau der Band Jennifer Rostock und seit August 2021 Solokünstlerin als Yaenniver.

## Leben
Jennifer Weist wurde am 3. Dezember 1986 in Wolgast geboren und wuchs in Zinnowitz auf der Ostseeinsel Usedom auf. Sie schloss die Schulzeit mit dem Abitur ab.
Wegen ihres politisch linksliberalen Engagements und negativen Äußerungen über die Partei Alternative für Deutschland, etwa in Form des viralen Internet-Videoclips Wähl die AfD mit dem Keyboarder Johannes Walter im August 2016, wurde Weist angefeindet. Daraufhin erhielten sie und ihre Familie Morddrohungen, da die Täter Adresse und Handy-Nummer herausbekamen, sodass Weist umziehen musste.

## Karriere

### Musik
Weist spielte erstmals mit 13 Jahren in einer Band. Diese hieß No Fame und wurde von Johannes Walter gegründet. Sie und Walter kannten sich bereits aus dem Kindergarten. Walter hatte sie während eines Karaoke-Wettbewerbs angefragt, da er eine Sängerin für seine Band suchte. 2004 gründete sie die Band aerials. Nach dem absolvierten Abitur zogen beide nach Berlin, wo sie Alex Voigt, Christoph Deckert und Christopher Kohl kennenlernten. Gemeinsam gründeten sie die Band Jennifer Rostock.
Die Gruppe erhielt einen Vertrag mit der Plattenfirma Warner Music und veröffentlichte ihr Debütalbum Ins offene Messer im Jahr 2008. Sie nahm mit der Band am Bundesvision Song Contest teil, wo die Band Fünfte wurde. Im selben Jahr spielte sie mit Jennifer Rostock auf der MTV Campus Invasion in Jena. Des Weiteren spielte die Band Konzerte auf nationaler Ebene sowie in Österreich und in der Schweiz. Das zweite Album Der Film erschien im Juli 2009. Im September 2011 nahm die Gruppe erneut am Bundesvision Song Contest teil. Das dritte Album Mit Haut und Haar erschien im Juli 2011. Ein Jahr später folgte die Veröffentlichung des ersten Live-Albums Live in Berlin. Das Konzert wurde im Stadtbad Wedding aufgenommen. Im Januar 2014 erschien das inzwischen vierte Studioalbum unter dem Titel Schlaflos. Im September 2016 erschien das Album Genau in diesem Ton. 2017 folgte mit Worst of Jennifer Rostock das sechste Studioalbum der Band. Im Anschluss kündigte die Band eine Pause ihrer gemeinsamen Aktivitäten an.
Weist war Teil des MTV Unplugged-Konzertes von Peter Maffay in Halle (Saale). In diesem Rahmen spielte sie den Song Leuchtturm als Akustikversion mit Maffay ein. Das Album erreichte den ersten Platz der deutschen Albumcharts. Gleiches gilt für MTV Unplugged – Live aus dem Hotel Atlantic von Udo Lindenberg mit dem gemeinsam gesungenen Lied Gegen die Strömung.
Im Rahmen der Posttraumatic Tour von Mike Shinoda trat Weist Anfang März in Berlin als Gastsängerin beim Song A Place For My Head in Erscheinung.
2021 wirkte sie beim Album Krone der Schöpfung von die Prinzen bei einer neuen Version des Hits Küssen verboten mit.
Am 13. August 2021 veröffentlichte sie unter ihrem Künstlernamen Yaenniver die Solo-Single Intro. Ihr Solo-Album Nackt erschien am 18. Februar 2022. Auf ihrem ersten Soloalbum wirkt die Sängerin Luci van Org mit, indem Weist den Song Mädchen von Luci van Orgs Band Lucilectric, der 1994 ein großer Hit war, unter dem Titel Mädchen Mädchen in Text und Musik neu interpretierte. Zu dem Stück gibt es ein gemeinsames Musikvideo von Yaenniver und Luci van Org, in dem eine Gartenschaukel zum Kulissenbild gehört, ähnlich wie im damaligen Musikvideo zu Mädchen von Lucilectric von 1994.
Das Projekt Wier schloss sich im April 2022 mit Jennifer Weist und 26 weiteren verschiedenen Künstlern zusammen und veröffentlichte den Song Better Days.

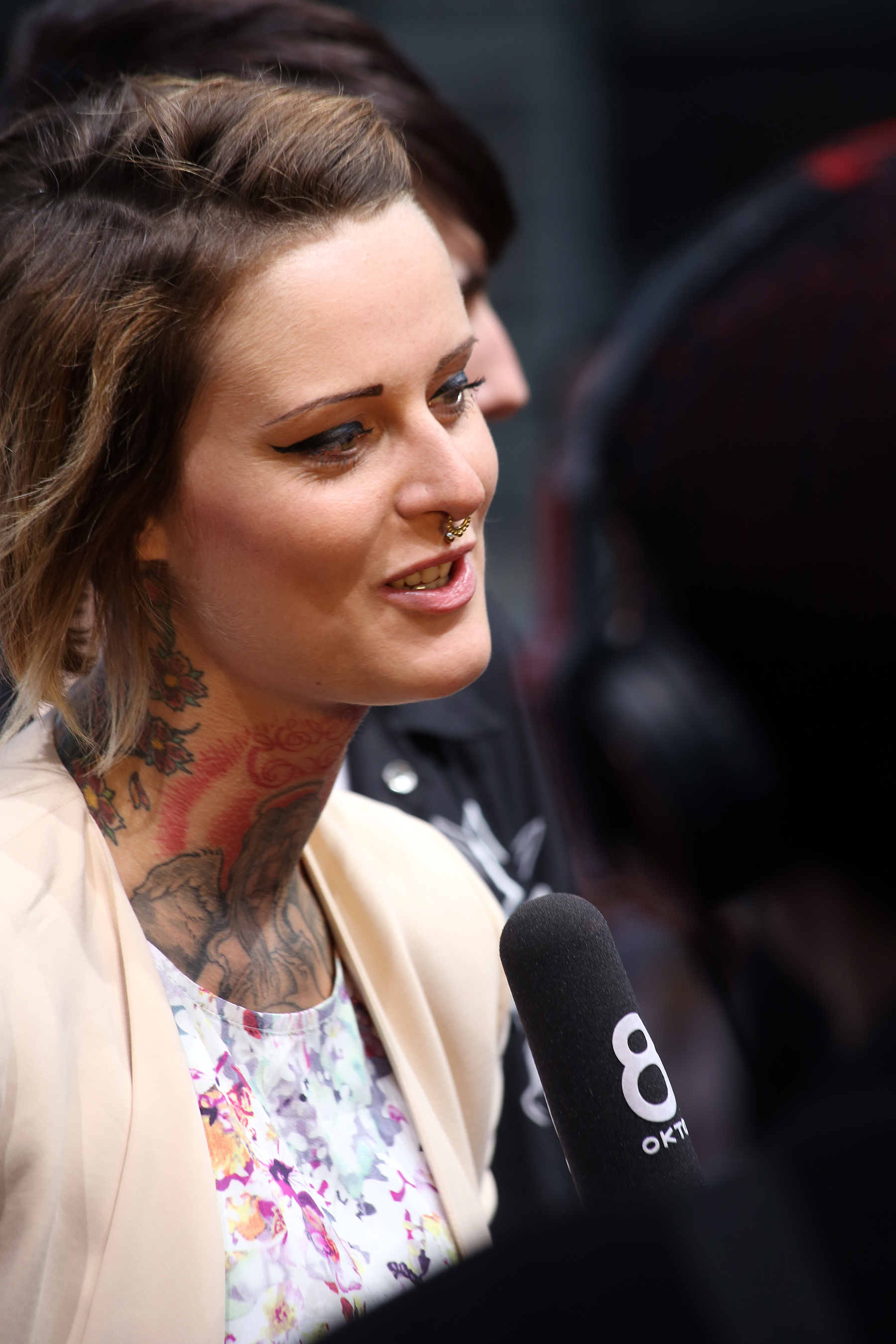
Jennifer Weist (2014)

### Fernsehauftritte
Im Januar 2010 nahm Weist an Das perfekte Dinner teil. Bereits 2009 hatte sie mit der Band einen Auftritt bei Gute Zeiten, schlechte Zeiten, wo sie ihren Song Du willst mir an die Wäsche spielten. Am 5. Juli 2012 sowie am 22. Januar 2014 war Weist Gast bei Markus Lanz und am 24. September 2012 war sie bei Volle Kanne zu sehen. Auch war sie bereits bei Roche & Böhmermann, 1Live Talk mit Frau Heinrich und bei TV Total zu sehen. Mit der Band war sie im SWR3 latenight zu sehen.
Am 9. Juni 2023 trat Weist bei Music Impossible auf und interpretierte ihren Song Hengstin im Pop-Stil ihrer Kontrahentin Sarah Engels.
Ende 2023 nahm Weist als „Eisprinzessin“ an der neunten Staffel der ProSieben-Show The Masked Singer teil und gewann den Titel.

### Moderation
Weist moderierte von Dezember 2014 bis September 2020 die wöchentliche Sendung Update Deluxe bei Deluxe Music. Die Sendung wurde erstmals am 23. Dezember 2014 ausgestrahlt und war die erste moderierte Sendung des Senders.

### Jury-Mitgliedschaften

#### T-Mobile Local Support Band Contest
2009 war Jennifer Weist gemeinsam mit Markus Kavka, Max Herre, Eric Landmann und Christian Pertschy in der Jury des T-Mobile Local Support Band Contests.

#### Eurovision Song Contest
Weist war 2014 mit dem Rapper Sido, den beiden Sängern Madeline Juno und Andreas Bourani sowie dem Musikmanager Konrad Sommermeyer in der deutschen Experten-Jury des Eurovision Song Contest 2014. Im Nachhinein wurde die gesamte Jury kritisiert, da der Verdacht bestand, sie hätte den Sieg von Conchita Wurst verhindern wollen, indem sie den Beitrag mit den schlechtesten Noten bewertete, wobei Weist die Interpretation auf Platz 9 legte und damit die beste Wertung der gesamten Jury aussprach.

#### X Factor
2018 war Weist neben Sido, Iggy Uriarte (Lions Head) und Thomas Anders ein Teil der Jury von X Factor. Die Sendung wurde auf Sky1 ausgestrahlt.

### Buchveröffentlichung
Im Mai 2025 veröffentlichte Weist ihr erstes Buch mit dem Titel Nackt: Mein Leben zwischen den Zeilen im Rowohlt Verlag. In ihrer Autobiografie schildert sie offen ihre persönlichen Erfahrungen, darunter ihre Kindheit ohne Vater, den Umgang mit Drogen, Erfahrungen mit sexualisierter Gewalt sowie Machtmissbrauch und Sexismus in der Musikindustrie. Zudem beschreibt sie ihren Aufstieg mit der Band Jennifer Rostock und den anschließenden Neuanfang als Solokünstlerin unter dem Namen Yaenniver. Begleitend zur Buchveröffentlichung ging sie im Mai 2025 auf eine Lese- und Akustiktour durch Deutschland.

## Diskografie
Mit Jennifer Rostock
Als Yaenniver
- 2021: Halb so ich
- 2021: Intro
- 2021: Ich ficke jeden
- 2021: Ich setz Dir ein Zeichen

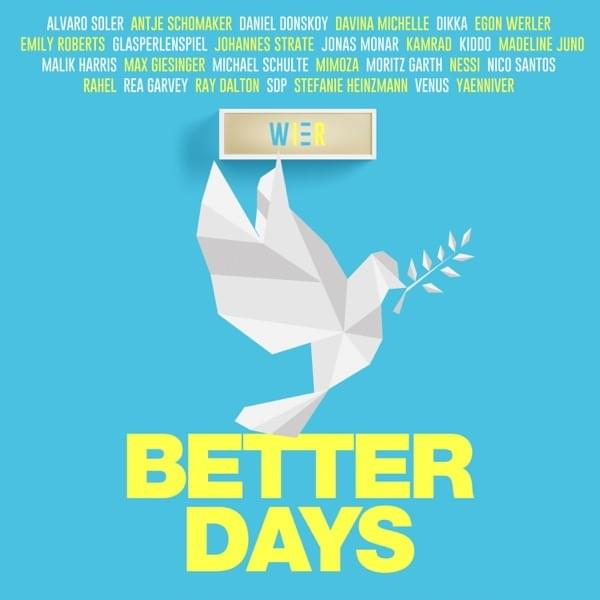
Frontcover zu Better Days.

- 2022: Mädchen Mädchen (feat. Luci van Org)
- 2022: Nackt (Album)
- 2023: Hengstin (Cover-Version)
- 2023: Nicht Normal

Als Gastsängerin
- 2011: MTV Unplugged – Live aus dem Hotel Atlantic von Udo Lindenberg
- 2012: 1000th Show Live von Die Happy
- 2012: Vietnam / Die sicher schlimmste Wahl von Aufbau West
- 2017: MTV Unplugged von Peter Maffay
- 2021: Krone der Schöpfung von Die Prinzen
- 2022: Better Days mit dem Projekt Wier